# Fiumara Saraceno
Fiumara Saraceno este o arie protejată (arie specială de conservare — SAC, sit de importanță comunitară — SCI) din Italia întinsă pe o suprafață de 1.047 ha, integral pe uscat.

## Localizare
Centrul sitului Fiumara Saraceno este situat la coordonatele 39°52′31″N 16°28′42″E / 39.875278°N 16.478333°E.

## Înființare
Situl Fiumara Saraceno a fost declarat sit de importanță comunitară în septembrie 1995 pentru a proteja 22 de specii de animale. Situl a fost protejat și ca arie specială de conservare în iunie 2017.

## Biodiversitate
Situată în ecoregiunea mediteraneană, aria protejată conține 7 habitate naturale: Matorral arborescenți cu Juniperus spp., Păduri de pin mediteraneene cu pini mezogeni endemici, Galerii și tufărișuri riverane sudice (Nerio-Tamaricetea și Securinegion tinctoriae), Pseudostepă cu ierburi și specii anuale de Thero-Brachypodietea, Păduri de Olea și Ceratonia, Păduri de Quercus ilex și Quercus rotundifolia, Râuri mediteraneene cu debit permanent și vegetație de Glaucium flavum.
La baza desemnării sitului se află mai multe specii protejate:
- păsări (20): fluierar de munte (Actitis hypoleucos), fâsă-de-câmp (Anthus campestris), pasărea ogorului (Burhinus oedicnemus), șorecarul comun (Buteo buteo), ciocârlie-cu-degete-scurte (Calandrella brachydactyla), florinte (Chloris chloris), Cisticola juncidis, porumbel gulerat (Columba palumbus), lăstun de casă (Delichon urbicum), presură bărboasă (Emberiza cirlus), vânturel roșu (Falco tinnunculus), ciocârlan (Galerida cristata), rândunică (Hirundo rustica), sfrâncioc cu cap roșu (Lanius senator), Larus argentatus, codobatură galbenă (Motacilla alba), pițigoi mare (Parus major), cănăraș (Serinus serinus), silvie mediteraneană (Sylvia melanocephala), pupăză (Upupa epops)
- amfibieni (1): Salamandrina terdigitata
- reptile (1): șarpele cu patru dungi (Elaphe quatuorlineata)

Pe lângă speciile protejate, pe teritoriul sitului au mai fost identificate 7 specii de plante, 6 specii de amfibieni, 6 specii de reptile.